# Apolysis brevirostris
Apolysis brevirostris är en tvåvingeart som beskrevs av Hesse 1938. Apolysis brevirostris ingår i släktet Apolysis och familjen svävflugor. Inga underarter finns listade i Catalogue of Life.